# Everything Means Nothing
Everything Means Nothing è il sesto album in studio del cantante statunitense Blackbear, pubblicato il 21 agosto 2020 dalla Beartrap, Alamo Records e Interscope Records.
Tale album è prodotto prevalentemente dallo stesso artista, con la collaborazione di FRND, Jordan Reyes, Aaron Harmon e Marshmello. Nell'album sono presenti oltremodo collaborazioni con Lauv e Trevor Daniel.
L'album viene preceduto da tre singoli e uno promozionale: Hot Girl Bummer, Me & Ur Ghost, Queen of Broken Hearts e If I Were U.

## Pubblicazione
In un'intervista pubblicata l'8 settembre 2020 da Music Feeds, Blackbear ha rivelato di essere riuscito ad uscire da una fase poco felice della sua vita, e che con questo album potrà ballare attraverso le lacrime.
In tale intervista, l'artista ha rivelato di avere in mente molte collaborazioni con svariati artisti.

## Copertina
La copertina dell'album ritrae l'artista sorridente su sfondo azzurro e, come gli altri album dell'artista, non porta il titolo sulla copertina.

## Tracce
Testi di Andrew Goldstein e Matthew Musto eccetto dove indicato.
1. Hot Girl Bummer – 2:51
2. Me & Ur Ghost – 3:21
3. Queen of Broken Hearts – 2:51
4. I Feel Bad – 2:55 (testo: Andrew Goldstein, Matthew Musto, Aaron Harmon, Jordan Reyes, Joseph Kirkland, Stephan Jenkins)
5. I Feel 2 Much – 4:00 (testo: Andrew Goldstein, Matthew Musto, Tim Hensen)
6. I Felt That – 3:23 (testo: Andrew Goldstein, Matthew Musto, Aaron Harmon, Jordan Reyes)
7. Sobbing in Cabo – 3:07
8. Clown (feat. Trevor Daniel) (testo: Andrew Goldstein, Matthew Musto, Trevor Daniel)
9. Half Alive – 3:15
10. If I Were U (feat. Lauv) (testo: Andrew Goldstein, Matthew Musto, Ari Leff) – contiene sample da Enchanted, brano di Taylor Swift
11. Why Are Girls? – 3:08
12. Smile Again – 2:29 (testo: Andrew Goldstein, Matthew Musto, Joe Kirkland)